# Pseudocolopteryx flaviventris
El doradito común (en Argentina) (Pseudocolopteryx flaviventris), también denominado doradito pampeano (en Argentina), doradito corona castaña o doradito (en Paraguay), o piojito amarillo (en Uruguay), es una especie de ave paseriforme de la familia Tyrannidae perteneciente al género Pseudocolopteryx. Es nativo del centro sureste de América del Sur.

## Distribución y hábitat
Se distribuye en el norte y este de Argentina (al sur hasta el sur de la provincia de Buenos Aires), al este hasta Uruguay y sur de Brasil (Río Grande del Sur); en la temporada no reproductiva en el invierno austral, algunos migran hacia el norte hasta Paraguay, donde tal vez también se reproduzca.
Esta especie es considerada poco común en sus hábitats naturales: los pantanos y los matorrales adyacentes, hasta los 500 m de altitud.

## Sistemática

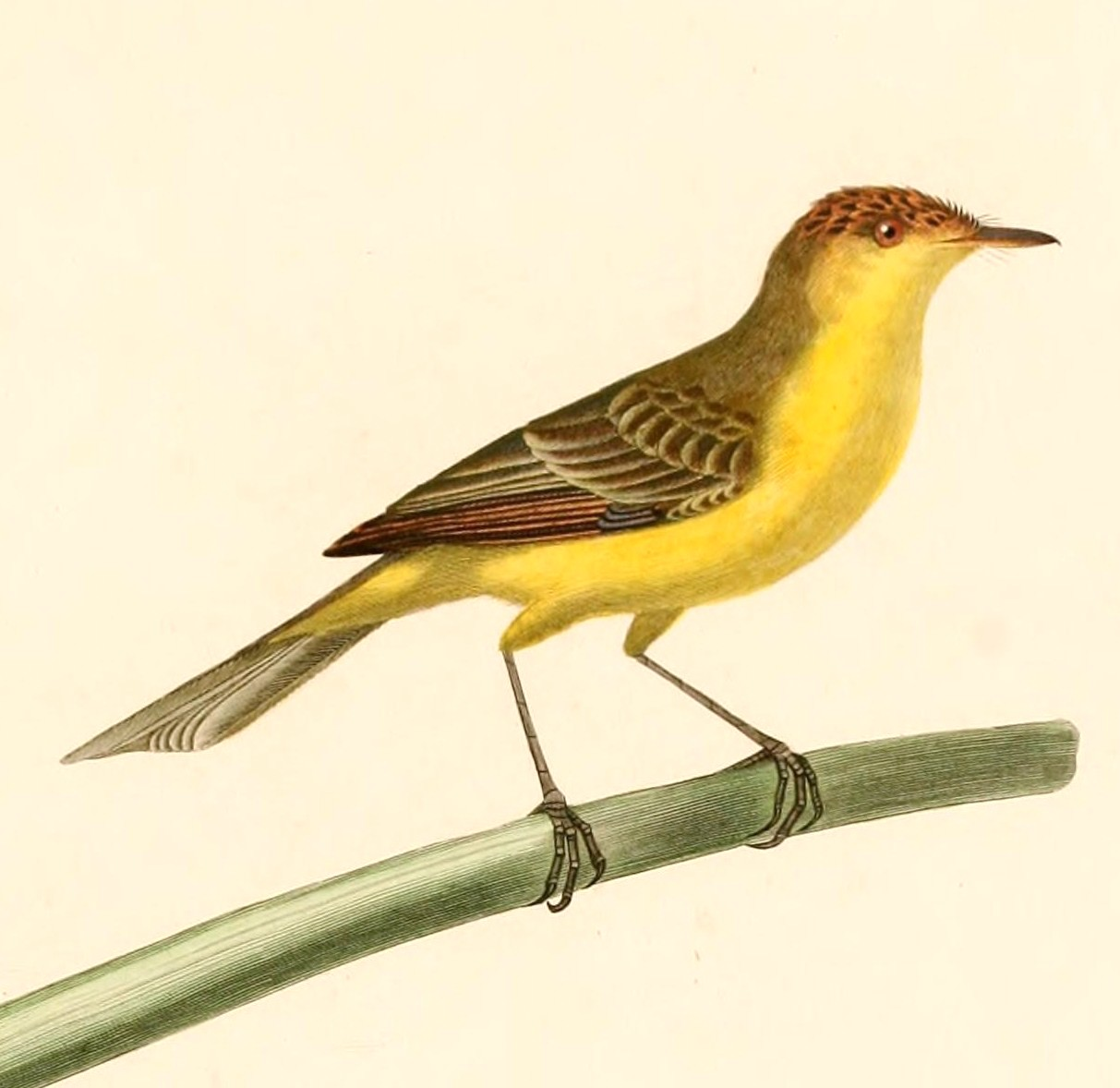
Alecturus flaviventris, ilustración en d'Orbigny Voyage dans l'Amérique Méridionale, 1847.

### Descripción original
La especie P. flaviventris fue descrita por primera vez por los naturalistas franceses Alcide d'Orbigny y Frédéric de Lafresnaye en 1837 bajo el nombre científico Alecturus flaviventris; su localidad tipo es: «Corrientes, Argentina».

### Etimología
El nombre genérico femenino «Pseudocolopteryx» se compone de la palabra del griego «pseudos» que significa ‘falso’, y de «Colopteryx», que es un género obsoleto de atrapamoscas pigmeos (Ridgway, 1888); y el nombre de la especie «flaviventris» se compone de las palabras del latín «flavus»  que significa ‘amarillo’, y «ventris, venter» que significa ‘vientre’.

### Taxonomía
Es monotípica. Durante mucho tiempo la especie Pseudocolopteryx citreola fue tratada como un sinónimo de la presente, hasta que en el año 2010 se demostró que las aves del oeste de la Argentina y Chile son ligeramente más grandes y presentan un canto muy distinto, con respecto a las poblaciones de la presente especie. Ambos taxones están reproductivamente separados por los áridos arbustales de la provincia fitogeográfica del monte, la que no cuenta con el hábitat adecuado para ninguna de las dos especies. La separación fue aprobada en la Propuesta No 420 al Comité de Clasificación de Sudamérica (SACC).
Un estudio de Jordan et al. (2020) que analizó el ADN mitocondrial de las especies del género, encontró que las dos especies no se distinguen genéticamente dentro del muestreo realizado.